# Piero Frassi
Piero Frassi (* 1971 in Lucca) ist ein italienischer Jazzmusiker (Piano, Komposition).

## Leben und Wirkung
Frassi erhielt ab dem achten Lebensjahr Klavierunterricht. 1992 erwarb er sein Konzertdiplom im Istituto musicale L. Boccherini seiner Heimatstadt; 2000 absolvierte er den Jazzstudiengang am Istituto Musicale P. Mascagni in Livorno. In dieser Zeit gehörte er zur Band von Tullio De Piscopo und zum Quintett Blue Bird Conversation. In den folgenden Jahren begleitete er die Sängerin Michela Lombardi, mit der er die Alben Small Day Tomorrow (2004), So April Hearted (MAP 2008) sowie Swingaholic (Philology 2008) und (mit Phil Woods) das Phil Woods Songbook (Philology 2010–11) einspielte. 
Mit seinem Trio veröffentlichte er bei Philology die Alben Everything We Love und (gemeinsam mit Lee Konitz) Serenity. Weiterhin hat er mit Tony Esposito, Guido Zorn, Nico Gori, Roberto Martinelli, Stefano Nunzi, Paolo Benedettini, Vittorio Alinari, Pietro Tonolo, Deborah Davis, Michael Baker und Roberta Gambarini gearbeitet. Des Weiteren trat er mit der Sängerin Karima Ammar, mit der er das Album Karima Sings Bacharach (2014) vorlegte, bei Umbria Jazz 2009 auf.